# Loiré-sur-Nie
Loiré-sur-Nie ist eine französische Gemeinde mit 284 Einwohnern (Stand: 1. Januar 2022) im Département Charente-Maritime in der Region Nouvelle-Aquitaine (vor 2016: Poitou-Charentes); sie gehört zum Arrondissement Saint-Jean-d’Angély und zum Kanton Matha. Die Einwohner werden Loiréens und Loiréennes genannt.

## Geographie
Loiré-sur-Nie liegt etwa 70 Kilometer ostsüdöstlich von La Rochelle in der Saintonge. Umgeben wird Loiré-sur-Nie von den Nachbargemeinden Villemorin im Norden, Néré im Osten, Le Gicq im Südosten und Süden, Gibourne im Südwesten sowie Cherbonnières im Westen.

## Bevölkerungsentwicklung
| Jahr                       | 1962 | 1968 | 1975 | 1982 | 1990 | 1999 | 2006 | 2019 |
| Einwohner                  | 480  | 442  | 407  | 365  | 340  | 290  | 286  | 283  |
| Quellen: Cassini und INSEE |      |      |      |      |      |      |      |      |

## Sehenswürdigkeiten
- Kirche Notre-Dame-de-la-Nativité von 1868

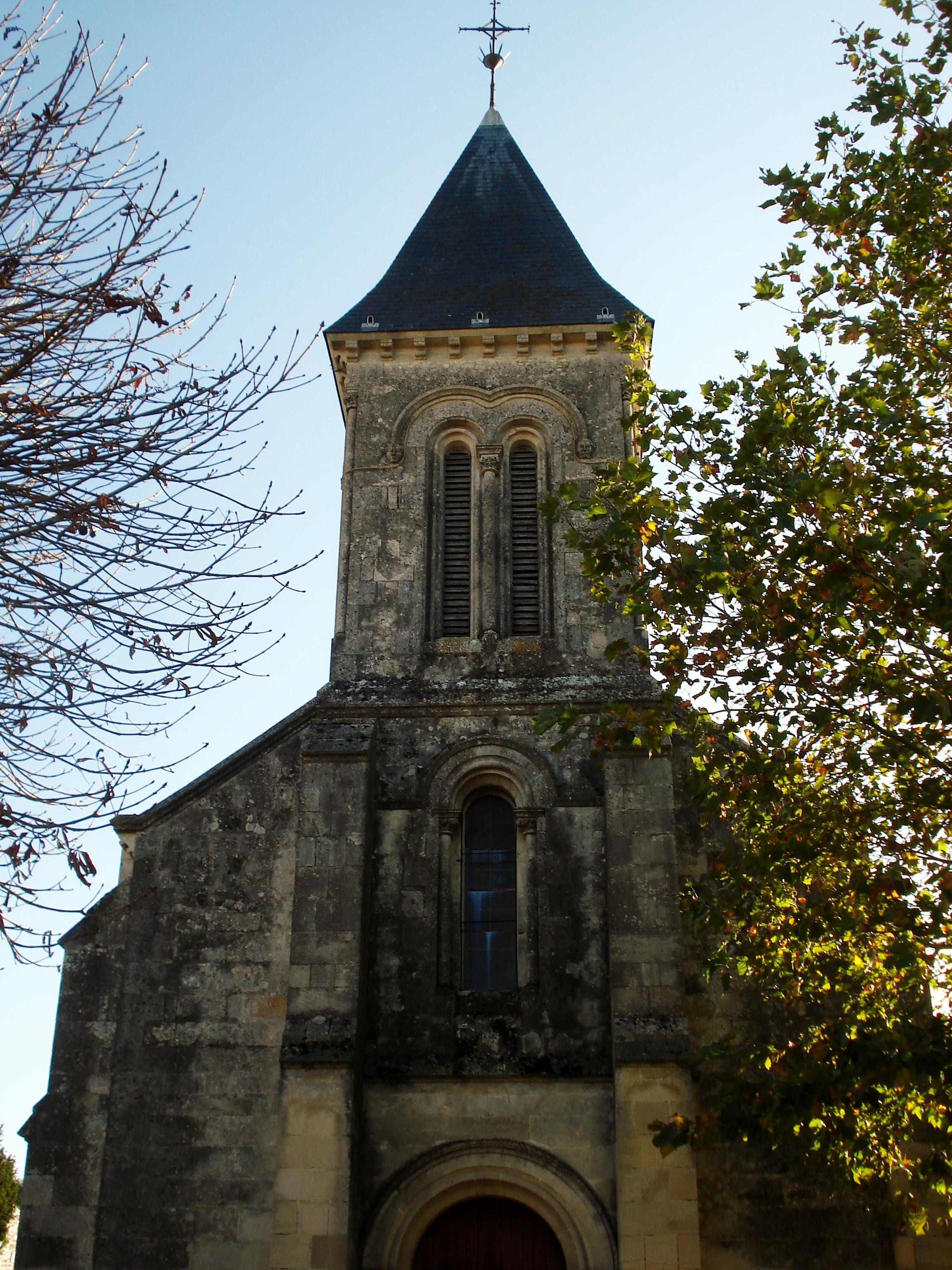
Kirche Notre-Dame-de-la-Nativité